# Seznam zápasů československé fotbalové reprezentace 1923
V roce 1923 odehrála československá fotbalová reprezentace 4 mezistátní zápasy. Všechna utkání byla nesoutěžní. Celková bilance byla 3 výhry a 1 remíza. Mužstvo ve všech utkáních vedl Josef Fanta.

## Přehled zápasů
| 6. května 1923 přátelské                   |       |        |                                                  |
| Československo                             | 2 – 0 | Dánsko | AC Sparta, Praha diváci: 15 000 rozhodčí: Hirrle |
| František Císař 19' Rudolf Sloup-Štapl 39' |       |        | AC Sparta, Praha diváci: 15 000 rozhodčí: Hirrle |

| 27. května 1923 přátelské                                            |       |                |                                                      |
| Československo                                                       | 5 – 1 | Itálie         | AC Sparta , Praha diváci: 25 000 rozhodčí: Retschury |
| Josef Sedláček 17', 31', 41' Jan Dvořáček 42' Rudolf Sloup-Štapl 80' |       | 53' Moscardini | AC Sparta , Praha diváci: 25 000 rozhodčí: Retschury |

| 1. července 1923 přátelské |       |                                                                          |                                           |
| Rumunsko                   | 0 – 6 | Československo                                                           | ???, Kluž diváci: 8 000 rozhodčí: Seemann |
|                            |       | 16', 29' Jaroslav Vlček 50', 66' Rudolf Sloup-Štapl 68', 82' Josef Čapek | ???, Kluž diváci: 8 000 rozhodčí: Seemann |

| 28. října 1923 přátelské                         |       |                                         |                                                 |
| Československo                                   | 4 – 4 | Jugoslávie                              | SK Slavia, Praha diváci: 15 000 rozhodčí: Braun |
| 20', 40' Josef Čapek 60', 62' Rudolf Sloup-Štapl |       | 4', 15' Jovanović 9' Petković 21' Babić | SK Slavia, Praha diváci: 15 000 rozhodčí: Braun |

## Soupisky jednotlivých utkání

### ČSR – Dánsko
- ČSR: František Peyr – Antonín Hojer, Antonín Janda-Očko – František Kolenatý, Karel Pešek-Káďa, Jaroslav Červený – Štěpán Matěj, Rudolf Sloup-Štapl, Karel Koželuh, Jan Dvořáček, František Císař

- Dánsko: Edvin Larsen – Vilhelm Jørgensen, Steen Steensen Blicher – Christian Grøthan, Fritz Tarp, Valdemar Laursen – Henry Hansen, Knud Kastrup, Poul Nielsen, Alf Olsen, Svend Aage Remtoft

### ČSR – Itálie
- ČSR: František Peyr – Antonín Hojer, Emil Seifert – František Kolenatý, Karel Pešek-Káďa, Jaroslav Červený – Josef Sedláček, Antonín Janda-Očko, Karel Koželuh, Jan Dvořáček, František Císař

- Itálie: Giuseppe Trivellini – Umberto Caligaris (Cesare Martin), Renzo De Vecchi – Guglielmo Brezzi, Luigi Burlando, Giuseppe Aliberti – Enrico Migliavacca, Adolfo Baloncieri, Giovanni Moscardini, Bernardo Perin, Alberto Pozzi

### Rumunsko – ČSR
- Rumunsko: Mircea Stroescu – Iosif Barta, Elemer Hirsch – Iuliu Fuhrmann, Nicolae Hönigsberg, Dezideriu Jakobi – Adalbert Ströck, Aurel Guga, Rudolf Wetzer, Francisc Ronnay, Zoltan Drescher

- ČSR: Antonín Kaliba – Antonín Hojer, František Hojer – Emil Seifert, Emil Paulin, Jaroslav Červený – Karel Kužel, Štapl, Josef Čapek, Jaroslav Vlček, František Císař

### ČSR – Jugoslávie
- ČSR: Antonín Kaliba – Antonín Hojer, Emil Seifert – František Kolenatý, Karel Pešek-Káďa, Pavel Mahrer – Josef Sedláček, Štapl, Jan Vaník, Josef Čapek, Císař

- Jugoslávie: Dragutin Vrđuka – Stjepan Vrbančić, Eugen Dasović – Alfons Pažur (Dragutin Vragović), Rudolf Rupec, Ivan Benković – Dragutin Babić, Dragan Jovanović - Artur Dubravčić, Dušan Petković, Emil Perška (Josip Šolc)